# Licho

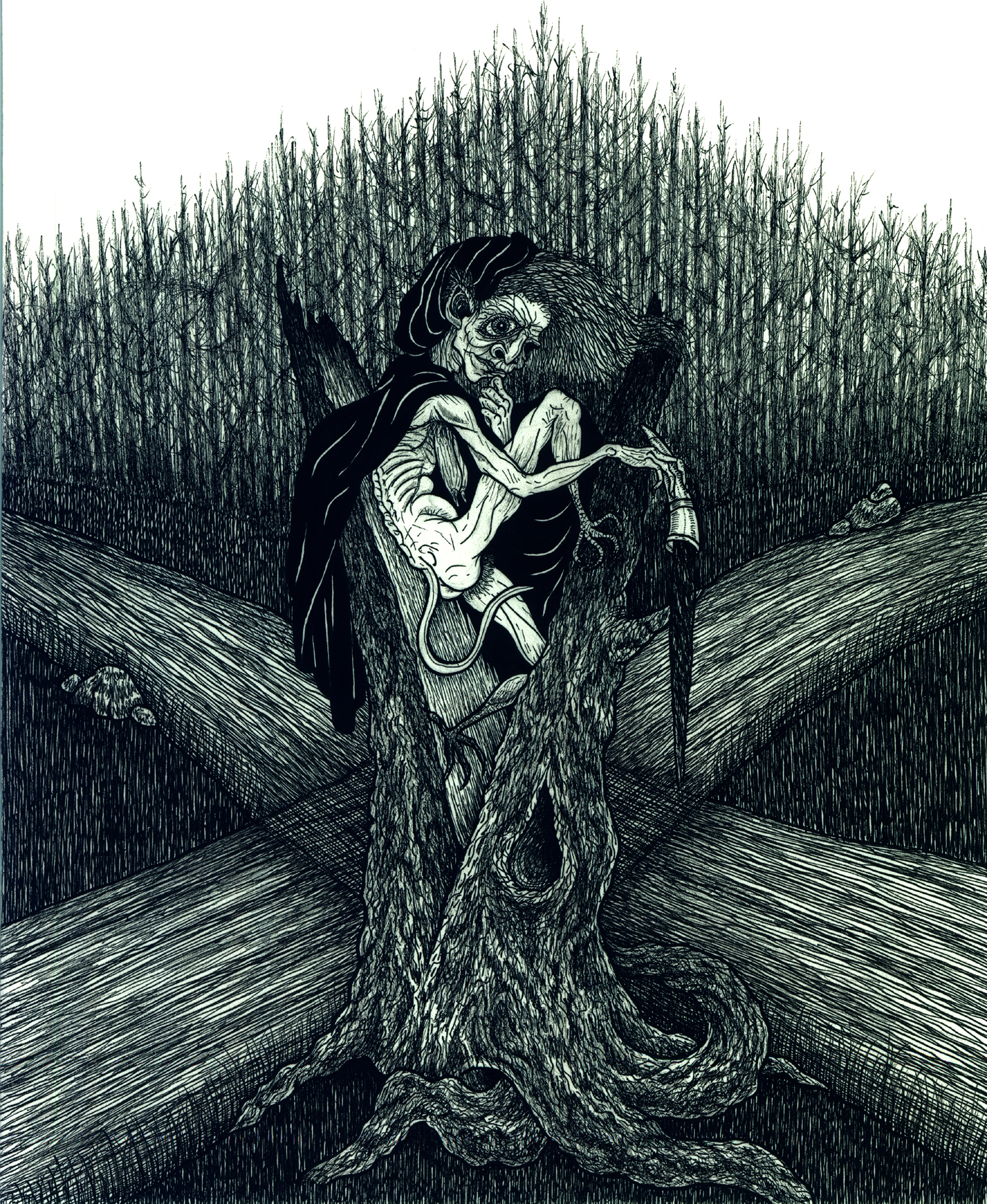
Künstlerische Interpretation von Licho

Licho (russisch, ukrainisch лихо, belarussisch ліха, polnisch licho) ist ein Geist des Unglücks und des bösen Schicksals in der slawischen Mythologie und wird meistens als eine einäugige, sehr dünne Frau in schwarzen Kleidern dargestellt. Licho gehört nicht zu dem slawischen Pantheon, sondern taucht in Märchen und Gruselgeschichten auf. Manche dieser Märchen weisen Parallelen zu den Zyklopen aus der griechischen Mythologie auf.
Den Erzählungen und Märchen nach verfolgt Licho einen Menschen und bringt ihm Pech und Unglück, manchmal ein Leben lang. Es taucht aus verschiedenen Gründen auf, z. B. wenn ein Mensch schwach gegenüber Versuchungen und süchtig wird. Licho wieder loszuwerden ist schwer und erfordert besonderes Geschick und List. In den Märchen werden verschiedene Begegnungen und deren Ausgang mit Licho erwähnt:
- eine Person überlistet Licho wie Odysseus die Zyklopen
- Licho überlistet einen Menschen und reitet auf seinem Rücken. Der Mensch springt in den Fluss, um Licho zu ertränken, ertrinkt aber selbst, und Licho schwimmt davon und sucht sich neue Opfer
- Licho wird als ein Geschenk verpackt und einem anderen Menschen überreicht
- Licho isst einen Menschen auf. Allerdings wird es meistens benutzt, um kleine Kinder zu erschrecken.

Das Wort Licho ist kein Eigenname und bedeutet sinngemäß übersetzt „Unglück“, „Pech“. Licho kommt aus dem Altrussischen und bedeutet so viel wie „Übermaß“, „zu viel“. Das russische Wort „lischniy“ (лишний), was Licho in der Wurzel beinhaltet, bedeutet „einer zu viel“. Es gibt auch viele Redewendungen  mit Bezug auf Licho, wie z. B.:
- „Wecke Licho nicht, solange es schläft“, „erinnere dich nicht mit Licho“ (sich mit schlechten Gedanken an jemanden erinnern), „jede Menge Licho schlucken“ (viel Leid erfahren), „erfahren, wie teuer Pfund Licho ist“ (sehr viel Leid erfahren), „Licho weiß es“ (keiner weiß es), „Leise, Licho schläft nicht!“

und Bezeichnungen menschlicher Eigenschaften:
- „lichoi“ (лихой) (Person, die übermütig ist), „lichoimez“ (Wucherer), „lichodej“ (лиходей) (ein Bösewicht)